# Шуваловы
Шува́ловы — русский дворянский и графский род, вошедший в избранный круг высшей аристократии после дворцового переворота 1741 года, в котором его представители сыграли ключевую роль.
Род дворян и графов Шуваловых записан в VI и V части родословных книг Симбирской, Санкт-Петербургской, Костромской и Ярославской губерний.

## Происхождение и история рода
Один из первых представителей рода, документально упомянутый, Дмитрий Шувалов. За ним по писцовым книгам значится купленная (1561) у вдовы Татьяны Суворовой в Костромском уезде вотчины: Жеребей, сельцо Дурнева и Желваково на реке Сендег, а также за ним числилось поместье: деревни Делина, Гремякина и пустошь Федюково на речке Сендег. Его внук, костромской дворянин Андрей Семёнович был воеводой (1616) и упомянут при осаде Смоленска (1634). Один из родственников Андрея, Данило московский стрелецкий сотник (1636).
В списке владельцев населённых имений записаны (1699) двое Шуваловых. От одного из них, московского дворянина Исая Семёновича (1692) происходят дворяне Шуваловы, от другого, Максима Ивановича Шувалова — графы Шуваловы.
Иван Максимович Старший, правнук Андрея Семёновича, был при Петре I комендантом в Выборге, занимался составлением карты морских и речных берегов, определял границу между Россией и Швецией и содействовал заключению Ништадтского мира. Умер губернатором в Архангельске. Брат его Иван Максимович Младший, служил капитаном гвардии и был тяжело ранен во время штурма Очакова.

## Графы Шуваловы
Именным Высочайшим указом, данный Правительствующему сенату (17 октября 1746), генерал-лейтенанты, действительные камергеры, братья Александр и Пётр Ивановичи Шуваловы пожалованы с нисходящим от них потомством в графское Российской империи достоинство. Герб графов Шуваловых утвержден (31 января 1874).

## Шуваловы XVIII века
1. Шувалов, Максим Иванович, костромской помещик, женат на Мавре Шестаковой.
  1. Шувалов, Иван Максимович Старший (1676—12.08.1735), выборгский комендант, архангельский губернатор, женат на Татьяне Ермолаевне Нечаевой
    1. Шувалова, Наталья Ивановна, жена генерал-поручика А. А. Хитрово, мать камер-юнкера Ф. А. Хитрово
    2. Шувалов, Александр Иванович (1710—1771), глава тайной канцелярии, генерал-фельдмаршал, в 1746 возведён с потомством в графское достоинство, женат на Екатерине Ивановне Кастюриной
      1. Шувалова, Екатерина Александровна (1733—1821), жена графа Г. И. Головкина

    3. Шувалов, Пётр Иванович (1711—1762), президент Военной коллегии, генерал-фельдмаршал, в 1746 возведён с потомством в графское достоинство, женат на Мавре Егоровне Шепелевой, подруге императрицы Елизаветы
      1. Шувалов, Андрей Петрович (1744—1789), сенатор, писатель, женат на графине Екатерине Петровне Салтыковой
        1. Шувалов, Пётр Андреевич (1771—1808), генерал-лейтенант, от него происходит старшая линия Шуваловых (см. ниже)
        2. Шувалов, Павел Андреевич (1776—1823), генерал-лейтенант, от него происходит младшая линия Шуваловых (см. ниже)
        3. Шувалова, Прасковья Андреевна, жена князя М. А. Голицына
        4. Шувалова, Александра Андреевна, жена князя Франца-Иосифа фон Дитрихштейна

  2. Шувалов, Иван Максимович Младший (ум. 1741), капитан семёновцев, женат на Татьяне Родионовне Ратиславской
    1. Шувалов, Иван Иванович (1727—1797), фаворит Елизаветы Петровны, основатель Московского университета, холост. Дворец И. И. Шувалова на Итальянской улице.
    2. Шувалова, Прасковья Ивановна, жена князя Н. Ф. Голицына.
    3. Шувалова, Анастасия Ивановна, жена графа С. П. Ягужинского.

## Шуваловы старшей линии
- Шувалов, Пётр Андреевич (1771—1808), генерал-лейтенант, владелец имения Вартемяки, женат на княжне Софье Григорьевне Щербатовой
  - Шувалов, Андрей Петрович (1802—1873), обер-камергер, женат на княгине Текле Игнатьевне Зубовой, владелице курляндского поместья Руэнталь
    - Шувалов, Пётр Андреевич (1827—1889), генерал от кавалерии, генерал-губернатор Прибалтики, посол в Великобритании, женат на грф. Елене Ивановне Орловой-Денисовой
      - Шувалов, Андрей Петрович (1865—1928), генерал-майор, женат на Вере Линдквист

    - Шувалов, Павел Андреевич (1830—1908), генерал от инфантерии, посол в Германии, женат на кнж. Ольге Эсперовне Белосельской-Белозерской, вторым браком на Марии Александровне Комаровой, внучке Александра I
      - Шувалов, Павел Павлович (1859—1905), московский и одесский градоначальник, женат на грф. Александре Илларионовне Воронцовой-Дашковой
        - Шувалов, Павел Павлович (1891—1919), женат на кнж. Ефросинье Джапаридзе
        - Шувалов, Иван Павлович (1903—1980), женат 1-м браком на М. А. Болдыревой, 2-м браком на кнж. М. П. Мещерской, от второго брака две дочери
        - Шувалов, Пётр Павлович (1906—1978), женат 1-м браком на Е. Б. Татищевой, 2-м браком на Д. Ф. Шаляпиной, дочери знаменитого певца
          - Андрей (род. 1933)

        - Шувалова, Александра Павловна, жена князя Д. Л. Вяземского-Левашова
        - Шувалова, Мария Павловна, жена князя Д. А. Оболенского и графа А. Д. Толстого, мать оксфордского византиниста
        - Шувалова, Ольга Павловна, жена В. И. Родионова, архиепископа цюрихского

      - Шувалов, Александр Павлович (1881—1935), церемониймейстер, женат на княжне Елене Павловне Демидовой
        - Шувалов, Павел Александрович (1903—1960), женат на Анне Ивановне Раевской Бюст А. А. Шуваловой-Дитрихштейн работы Торвальдсена.
          - Шувалов, Александр Александрович (1934—2012), женат на Дарье Антонии Меридол-и-Олсуфьев
            - Александр (род. 1959); имеет трёх дочерей

        - Шувалова, Елена Александровна (1904—1992), жена князя П. А. Ливена

      - Шувалова, Елена Павловна, жена барона Ф. Е. Мейендорфа
      - Шувалова, Фёкла Павловна, жена графа Г. Э. Штакельберга
      - Шувалова, Мария Павловна, жена барона К. К. Кнорринга
      - Шувалова, Софья Павловна, жена князя Г. П. Волконского
      - Шувалова, Ольга Павловна, жена графа В. А. Олсуфьева

    - Шувалова, Софья Андреевна, жена графа А. А. Бобринского

  - Шувалов, Григорий Петрович (1804—1859), принял католичество и монашеский постриг, женат на кнж. Софье Александровне Салтыковой
    - Шувалов, Пётр Григорьевич (1826—1882), женат на кнж. Марии Сергеевне Гагариной
    - Шувалова, Елена Григорьевна, жена А. Я. Скарятина

  - Шувалова, Екатерина Петровна, жена графа К. Шлиффена
  - Шувалова, Анастасия Петровна, девица

Дядя братьев Петра и Павла Андреевичей — Григорий — был католическим монахом; как и его сын, бывший членом совета министра внутренних дел, Пётр Григорьевич (1827—1882); его дочь Елена Григорьевна (умерла в 1885 году), также обратившаяся в католичество, возвратилась в православие и написала на французском языке подробный рассказ о религиозной одиссее её отца.

## Шуваловы младшей линии
1. Шувалов, Павел Андреевич (1776—1823), генерал-лейтенант, владелец усадьбы Парголово и Шуваловского парка, женат на княжне Варваре Петровне Шаховской
  1. Шувалов, Андрей Павлович (1817—1876), петербургский губернский предводитель дворянства, женат на княжне Софье Михайловне Воронцовой
    1. Воронцов-Шувалов, Павел Андреевич (1846—1885), унаследовал княжеский титул своего деда М. С. Воронцова вместе с его имениями, женат на баронессе Е. К. Пилар фон Пильхау, детей не было
    2. Воронцов-Шувалов, Михаил Андреевич (1850—1903), холост.
    3. Шувалова, Елизавета Андреевна, жена графа И. И. Воронцова-Дашкова
    4. Шувалова, Екатерина Андреевна, жена обер-егермейстера Н. П. Балашова

  2. Шувалов, Пётр Павлович (1819—1900), камергер, женат на Софье Львовне Нарышкиной, наследнице усадьбы Тальное и дворца на Фонтанке
    1. Шувалов, Павел Петрович (1847—1902), женат на княжне Елизавете Владимировне Барятинской; в Лысьве установлен ему памятник
    2. Шувалова, Софья Петровна, жена графа А. К. Бенкендорфа
    3. Шувалова, Ольга Петровна, жена князя А. С. Долгорукова
    4. Шувалова, Варвара Петровна, жена генерала Д. И. Орлова
    5. Шувалова, Мария Петровна, жена князя Г. Л. Кантакузена
    6. Шувалова, Елена Петровна, жена графа А. А. Бобринского

В 1888 году высочайше повелено графу Михаилу Андреевичу Шувалову, как наследнику майоратного имения в роде князей Воронцовых присоединить к своей фамилии титул, герб и фамилию учредителя сего имения, с наименованием: «Светлейший князь Воронцов, граф Шувалов». Младшая линия Шуваловых пресеклась в 1903 году, после чего их имения унаследовал граф Илларион Иванович Воронцов-Дашков.

## Описание герба
См. также: Лейб-кампанский гербовник
В числе Высочайше утверждённых герба дворян Шуваловых не имеется.

### Герб графов Шуваловых
В червлёном щите серебряный скачущий единорог с золотыми глазами, рогом и копытами, чёрная глава щита разделена золотым стропилом, обременённым тремя черными гранатами с червлёным пламенем и сопровождаемым тремя серебряными о пяти лучах звёздами.
Щит увенчан графской короной и тремя графскими шлемами. Два правых шлема коронованы. Нашлемники — средний — чёрный коронованный императорский орёл с червлёными глазами, языками и золотыми клювами и когтями, второй — серебряный стоящий единорог с золотыми глазами, рогом и копытами, третий — чёрная лейб-кампанская шапка, украшенная императорским орлом и тремя страусовыми перьями, находящаяся между двух чёрных орлиных крыльев, на каждом по три серебряных пятиконечных звезды. Намёты: среднего и третьего шлемов чёрные с золотом, второго — червлёный с серебром. Щитодержатели: серебряный единорог с золотыми глазами, рогом и копытами и серебряный же гриф с золотыми глазами и языком. Девиз: «ЗА ВЕРНОСТЬ И РЕВНОСТЬ» серебряными буквами на червлёной ленте. Герб графов Шуваловых внесён в Часть 12 Общего гербовника дворянских родов Всероссийской империи, стр. 13.

### Герб Шуваловых в гербовнике А.Т. Князева
В Гербовнике А.Т. Князева 1785 года имеется изображение печати Ивана Ивановича Шувалова и вероятно являлся родовым гербом: в червлёном поле, белый единорог (изм. польский герб Боньча). Щит увенчан коронованным дворянским шлемом. Нашлемник: наполовину выходящий единорог, вправо. Щитодержатели: справа — Гриф, а слева — Лев.  Девиз: <<Prouidentia duce>> (Под руководством провидения). Вокруг щита военные штандарты в виде двуглавых орлов, внизу три ордена.
Примечание: упомянутый, не утверждённый дворянский герб, многократно изображался на предметах.

#### Геральдика
При внесении герба Шуваловых в Общий гербовник (1882) не обошлось без перемен в деталях: хвост единорога, в соответствии с общеевропейскими гербовыми традициями, из конского стал львиным, а боковые гренады во главе щита оказались расположены вертикально (а не с наклоном к центру, как в старых лейб-кампанских пожалованиях).
Особый соединённый герб по очереди принадлежал сыновьям графа Андрея Павловича Шувалова, Павлу и Михаилу, унаследовавшим майорат, учреждённый их дедом с материнской стороны, генерал-фельдмаршалом, светлейшим князем Михаилом Семёновичем Воронцовым. Вместе с майоратом к ним перешли титул, герб и фамилия деда и право именоваться впредь светлейшими князьями Воронцовыми графами Шуваловыми.
Известен вариант герба графов Шуваловых, дополненный княжеской мантией и увенчанный графской короной. Он изображён на печати <<Нижнешкафтенской конторы>> графов Андрея и Петра Павловичей Шуваловых начала 1840-х годов. Высказывается версия, что княжеские элементы указывали на родство с человеком из княжеской фамилией, в данном случае это мать владельцев печати — графини Варвары Петровны Шуваловой урожд. княжны Шаховской
В Прибалтийском гербовнике имеется герб графов Шуваловых изображен с изменёнными цветами намёта, щитодержателей, девиза и дополненный увенчанной графской короной мантией, подбитой мехом, но без горностаевых хвостов.